# Rue du Général-Beuret
Pour les articles homonymes, voir Général Beuret et Beuret.
La rue du Général-Beuret est une voie du 15e arrondissement de Paris, en France.

## Situation et accès

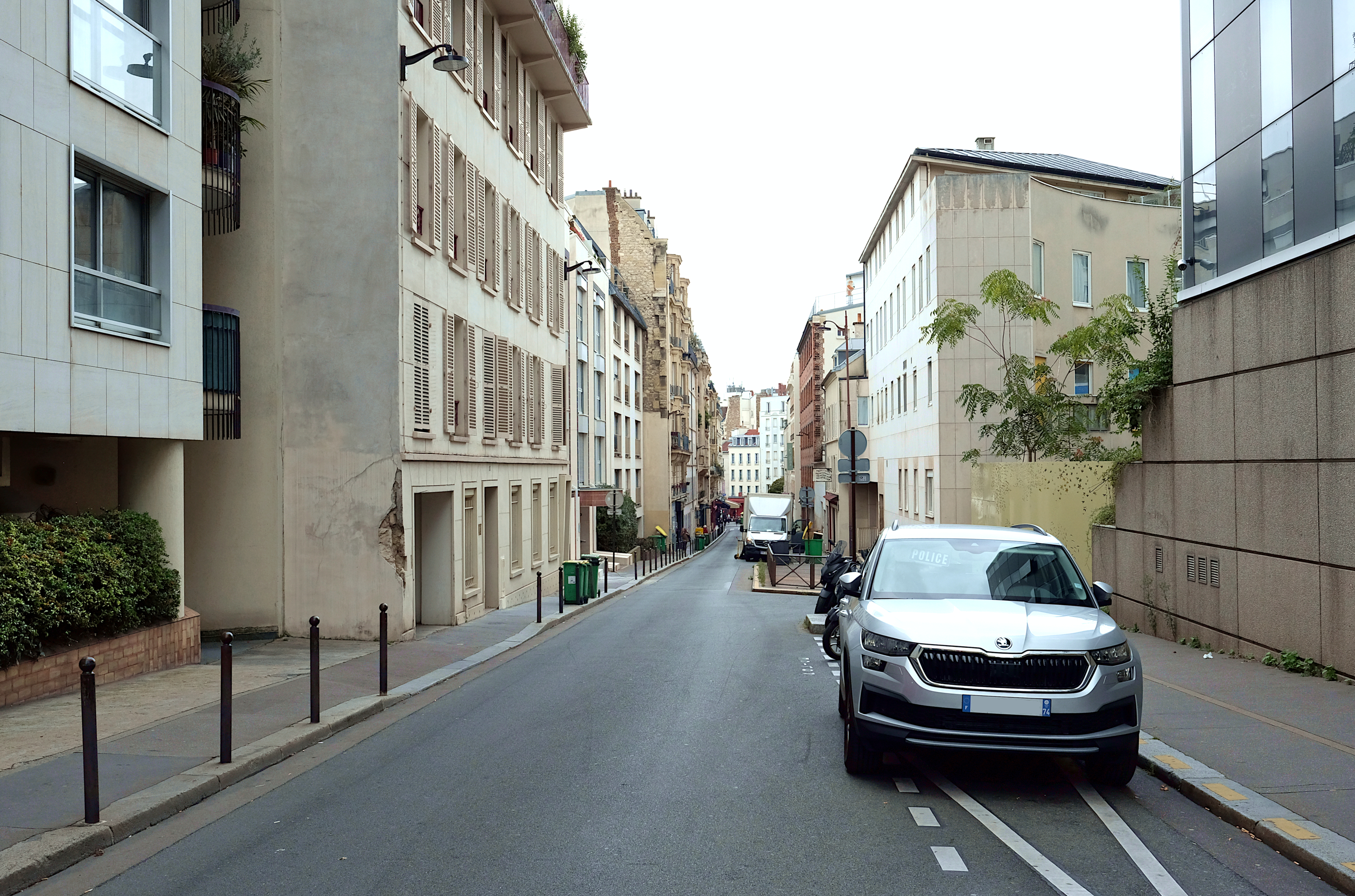
La rue du Général-Beuret depuis la rue de Vaugirard.

La rue du Général-Beuret est une voie publique située dans le 15e arrondissement de Paris. Elle débute au 77, rue Blomet et au 9, place du Général-Beuret et se termine au 250, rue de Vaugirard. Longue de 205 m, elle est orientée dans une direction sud-ouest/nord-est.

## Origine du nom
Cette rue porte le nom de Georges Beuret (né en 1803), général de brigade français tué à la bataille de Montebello en 1859.

## Historique
La voie figure sous la forme d'un sentier en 1730 sur le plan de Paris de Roussel. Avant l'annexion de Vaugirard par Paris en 1860, elle fait partie de cette commune et porte le nom de « rue du Parc ». En 1864, elle est renommée « rue Beuret ».
En 1907, elle prend son nom actuel, tandis qu'une partie est détachée pour former la place du Général-Beuret.

## Bâtiments remarquables et lieux de mémoire
- Au no 18 se trouve un immeuble Art nouveau conçu par l'architecte Eugène Petit en 1913[1]. Il comporte notamment une porte d'entrée circulaire en fer forgé remarquable.
- Après la Seconde Guerre mondiale, le Parti socialiste ouvrier espagnol (PSOE) en exil installe l'administration de son journal El Socialista dans un local de la rue, loué à la SFIO[2].

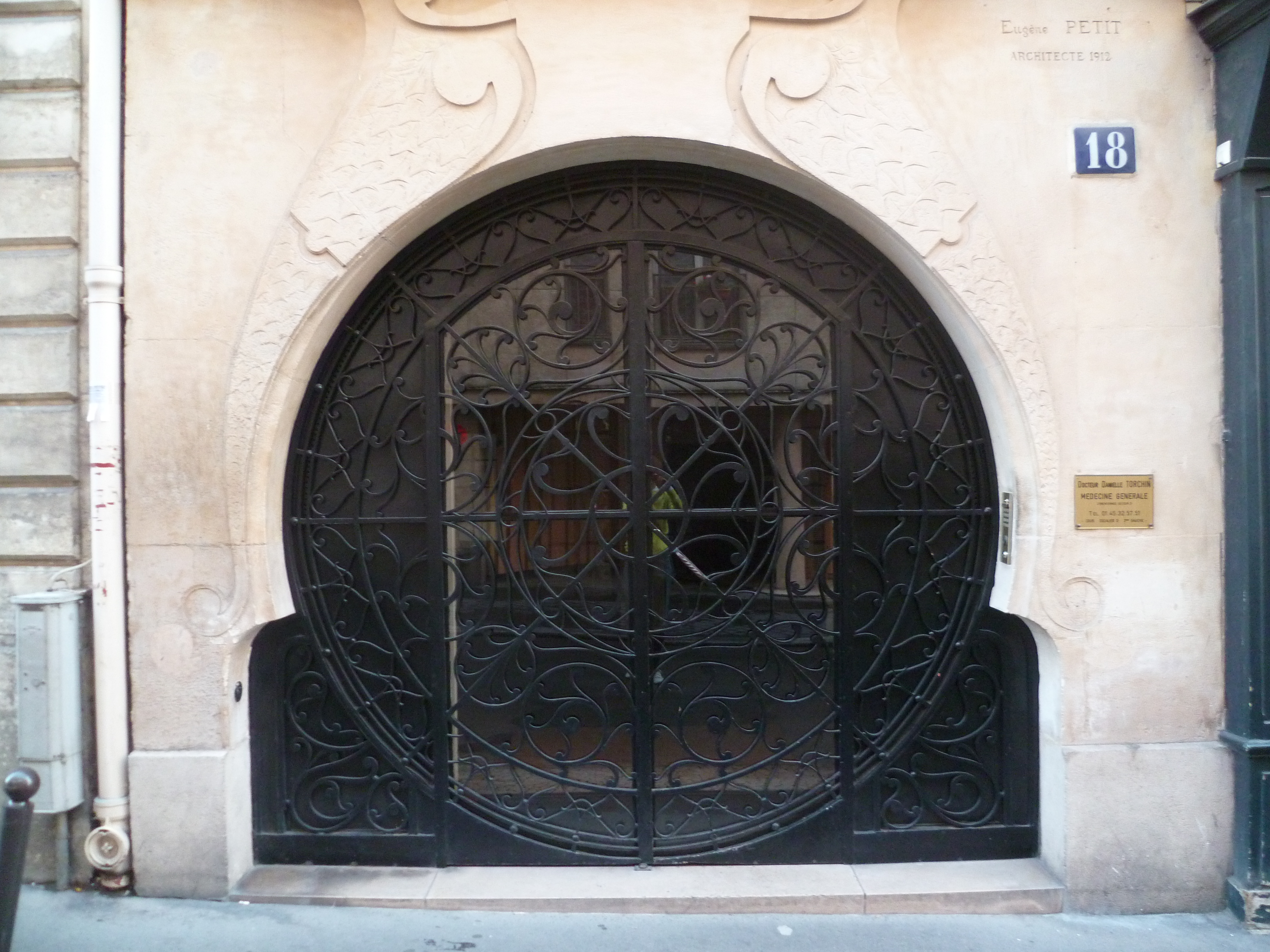
La porte circulaire du no 18.
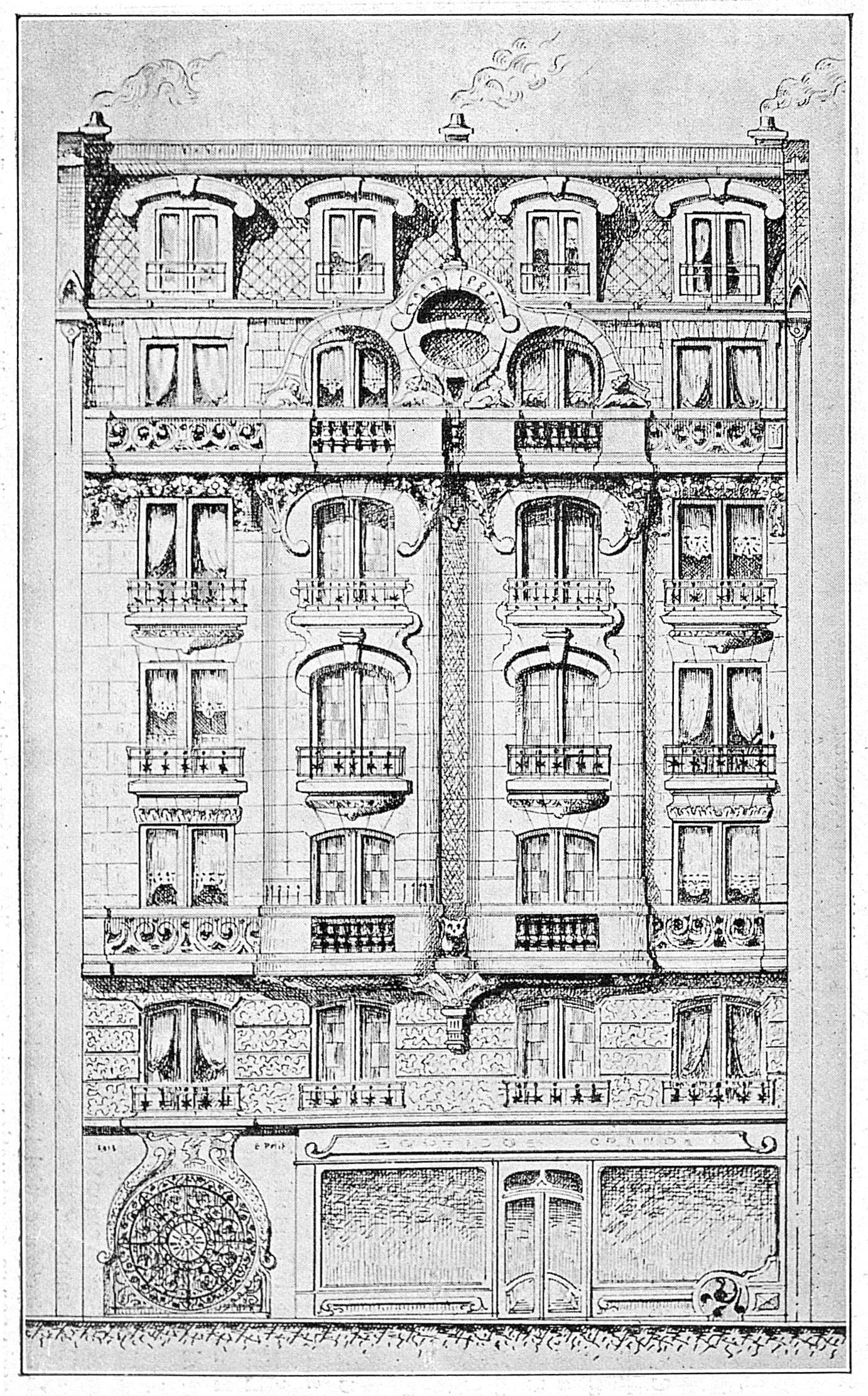
Plan de la façade (1er mars 1914).